# 水の青

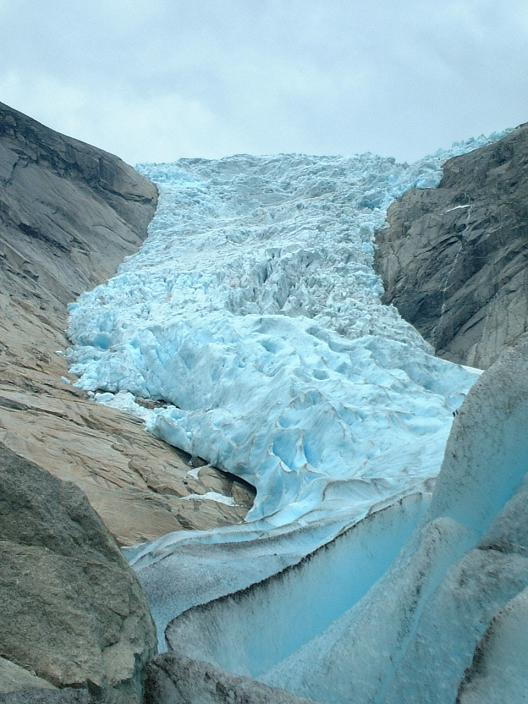
ノルウェーのブリックスダール氷河

水の青（みずのあお）では水の本質的な色に関して解説する。
海や湖の青色は空の色の反射に加え、この水の吸収スペクトルに由来する本質的な色に起因する。

## 概要

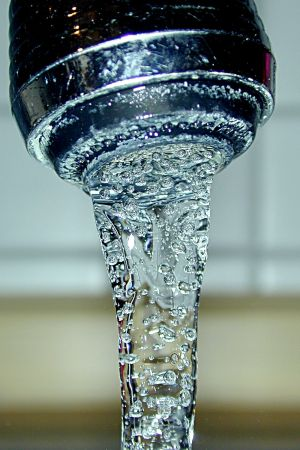
無色の水

水の色は少規模な実験室スケールにおいて無色透明と表現される。しかしながら水色といえば淡い青色のことを指す。また、澄んだ透明度の高い海水や湖水など厚い層を成す水は、いずれも青色を呈する。さらに氷河など巨大な氷も青色を呈し、白色と表現される雪もよく観察すれば、わずかに青色を呈する。屋内の空の反射の影響が無い白いタイル張りのプールの水も、薄い青色を呈する。また、風呂桶やバケツに入った水も深さによりわずかに青色を帯びることを観察できる。
硫酸銅やメチレンブルーなどを溶解した水は溶質の可視光線の吸収に由来する青色を呈するが、純粋な水も赤色の波長領域に弱い吸収帯が存在する。すなわち、水自身が本質的にわずかな青色に着色している。
可視光線の波長は約380nm - 約780nmの領域であるため、電磁波の吸収帯のうち物質の色に関連するのはこの波長領域に限られる。

## 青色の原因

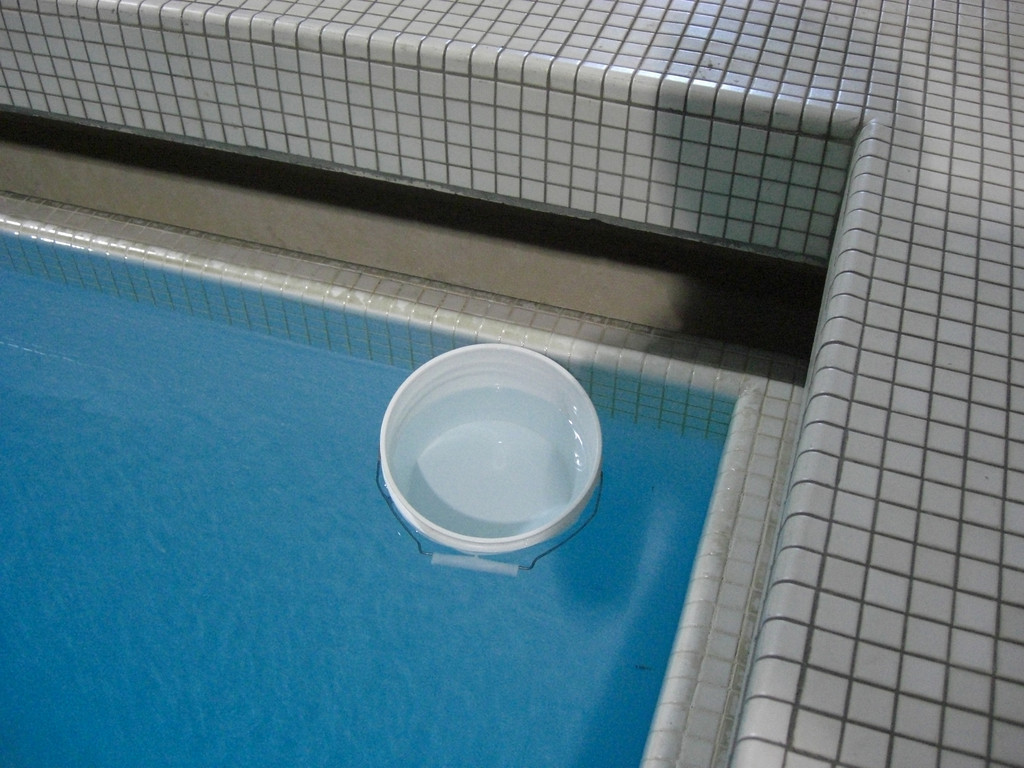
青色を呈するプールの水とバケツの水

レイリー卿は空の青色の原因を、微粒子による光の散乱によるものと考えた。これをレイリー散乱と呼ぶ。また、レイリーは海の青も空の青の反射の結果であると考えた。チャンドラセカール・ラマンは水分子自体の光の散乱によるものであると推測し、1922年に論文を発表している。しかしながら、海の青色の原因の一部は空の色の反射も寄与し、レイリー散乱の寄与も完全には否定されていないものの、青色は主に水自身の光の吸収に起因するものであることが、現在では判明している。また、水自身の色の主因がレイリー散乱によるものと仮定すれば、夕焼けのように透過光では赤色に見えるはずであるが、水の透過光は青色である。
液体の水の色は、長いパイプに入れた純水に白色光源を当てることにより観察できる。このとき水はターコイズブルーを呈し、これは補色の関係にある赤色領域に弱い吸収帯が存在することに起因する。可視領域には 760nm（赤色）を中心にやや強い吸収帯、660nm（赤橙色）、605nm（橙色）を中心に弱い吸収帯が存在する。物質の色に深く関連する紫外可視吸収スペクトルは通常、分子軌道の電子遷移に由来するが、水分子の電子遷移エネルギーに相当する波長は200nm以下の紫外領域となり、電子遷移が色に寄与することは無い。
水の色は電子遷移ではなく、分子内の共有結合の伸縮振動、すなわち赤外吸収帯の倍音振動が可視領域に存在することに起因する。

## 水分子の赤外吸収
| 対称伸縮振動 | 変角振動 | 非対称伸縮振動 |
| ------------ | -------- | -------------- |
|              |          |                |

| 結合角と結合距離 |  | 水分子 |
| 結合角と結合距離 |  | 水分子 |

水分子には3つの基本振動モード（基音）がある。この振動は極めて速く、例えば対称伸縮振動の周波数は cν1 = 1.0962×1014 Hz にも及び、赤外線の周波数に相当する。
- ν1 : 3657 cm-1 : 対称伸縮振動
- ν2 : 1595 cm-1 : 変角振動
- ν3 : 3756 cm-1 : 非対称伸縮振動

水のヒドロキシル基 (-OH) は高い極性を持ち、伸縮振動および変角振動により分子の双極子モーメントが著しく変化するため赤外線の強い吸収帯が存在する。3つの基本振動は何れも赤外領域にあり、これらは水の色に直接関係しないが、対称伸縮振動および非対称伸縮振動の2倍音、3倍音の結合音は可視領域に達する。倍音振動は禁制遷移であり、完全な調和振動子としてシミュレーションを行うと遷移モーメントがゼロとなり、理論的には吸収が観測されないという結果になる。共有結合のポテンシャルエネルギー曲線はフックの法則による調和振動子のような放物線ではなく、実験的には倍音も弱いながら出現し3倍、4倍と増大するにつれその吸収は極めて弱くなり通常はほとんど観測されないが、水の場合は基本振動が強いため、倍音振動も弱いながら観測され、660nmにおけるモル吸光係数は約2×10-5mol-1dm3cm-1、760nmでは約2×10-4mol-1dm3cm-1である。すなわち3mの厚さの水を透過した660nmの波長の光は44%まで減衰する。
気相および液相中における軽水および重水の基本振動および結合音の振動数は、以下の通りである。
| 波数 / cm-1    | H2O(g)   | D2O(g)  | DHO(g)  | H2O(l)          |
| -------------- | -------- | ------- | ------- | --------------- |
| ν1             | 3656.65  | 2671.46 | 2726.73 | 3400            |
| ν2             | 1594.59  | 1178.33 | 1402.20 |                 |
| ν3             | 3755.79  | 2788.05 | 3707.47 |                 |
| 2ν2            | 3151.4   |         | 2782.16 |                 |
| ν2 + ν3        | 5332.0   | 3956.21 | 5089.59 | 5150            |
| 2ν2 + ν3       | 6874     | 5105.44 | 6452.05 |                 |
| ν1 + ν3        | 7251.6   | 5373.98 | 6415.64 | 6900            |
| ν1 + ν2 + ν3   | 8807.05  | 6533.37 |         | 8400            |
| 2ν1 + ν3       | 10613.12 | 7899.80 |         | 10300           |
| 3ν3            | 11032.36 |         |         |                 |
| 3ν1 + ν3       | 13831    |         |         | 13160 (760nm)   |
| ν1 + 3ν3       | 14318.77 |         |         | 13510 (740nm)sh |
| 3ν1 + ν2 + ν3  | 15348    |         |         | 15150 (660nm)   |
| ν1 + ν2 + 3ν3  | 15832    |         |         | 15150 (660nm)   |
| 3ν3 + 2ν2 + ν1 | 16822    |         |         |                 |
| 4ν3 + ν1       | 16899    |         |         | 16530 (605nm)   |

水蒸気の吸収帯と液体の水の吸収帯は若干異なり、液体の水も温度および圧力により吸収帯はやや移行し、この変化は主に水素結合の変化に起因するが、変化は小さく色に与える影響は少ない。

## 重水の色
ヒドロキシル基の水素原子が約2倍程度の質量を有する重水素に置換されると、フックの法則に従ってO-D 伸縮振動の周波数は O-H に対して1/1.4程度に低下する。これに伴い、軽水における可視領域の吸収帯 3ν1 + ν3 などもすべて赤外領域に移行する。そのため、重水の吸収が可視領域に達するためにはさらに吸収の弱い5倍音以上の振動によらなければならない。
このため、重水は通常の水と異なりほとんど無色であり、3m程度の長さのチューブに入れて観測すると無色であることが観測される。

## 反射と水質

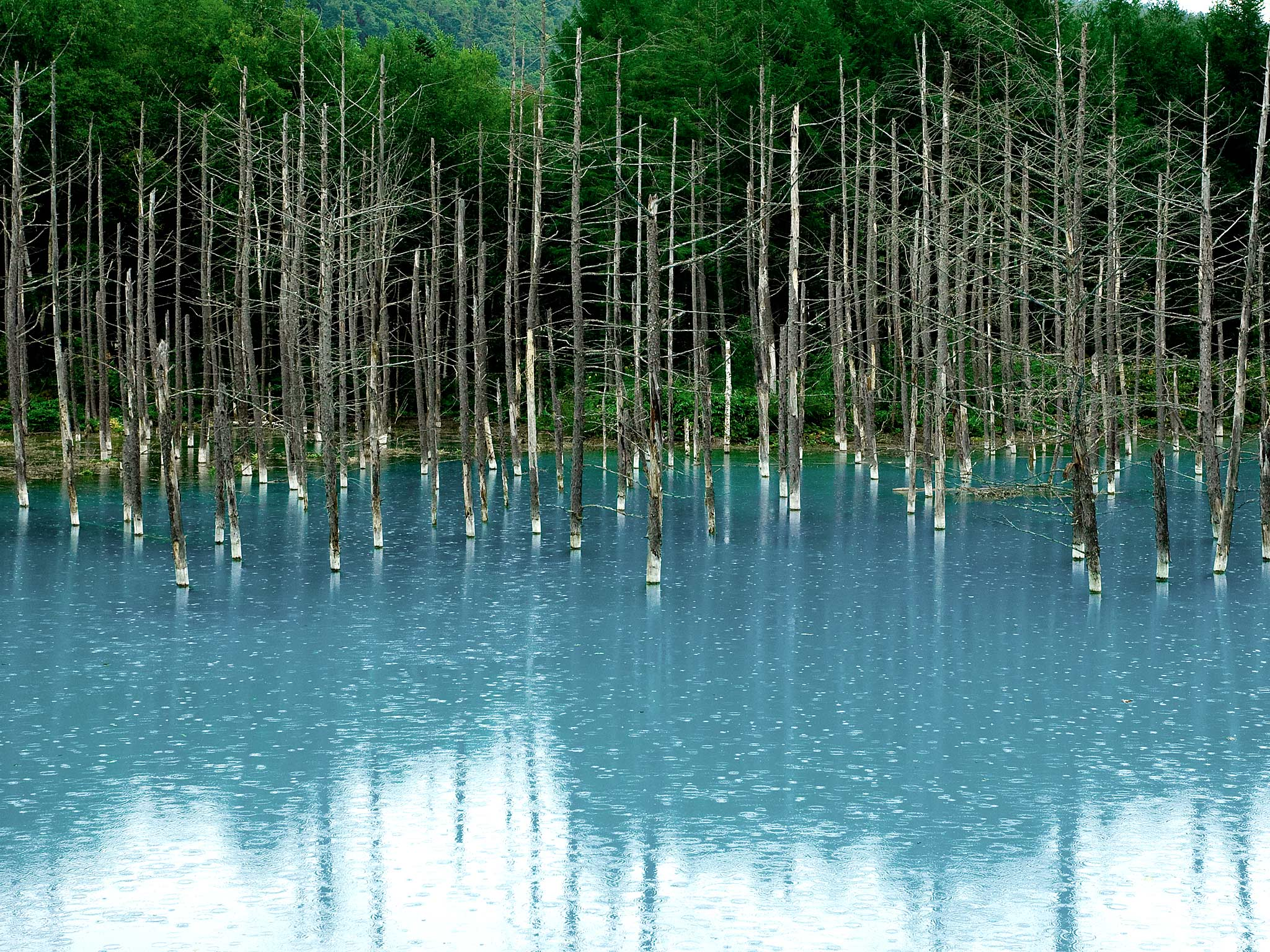
美瑛町 青い池

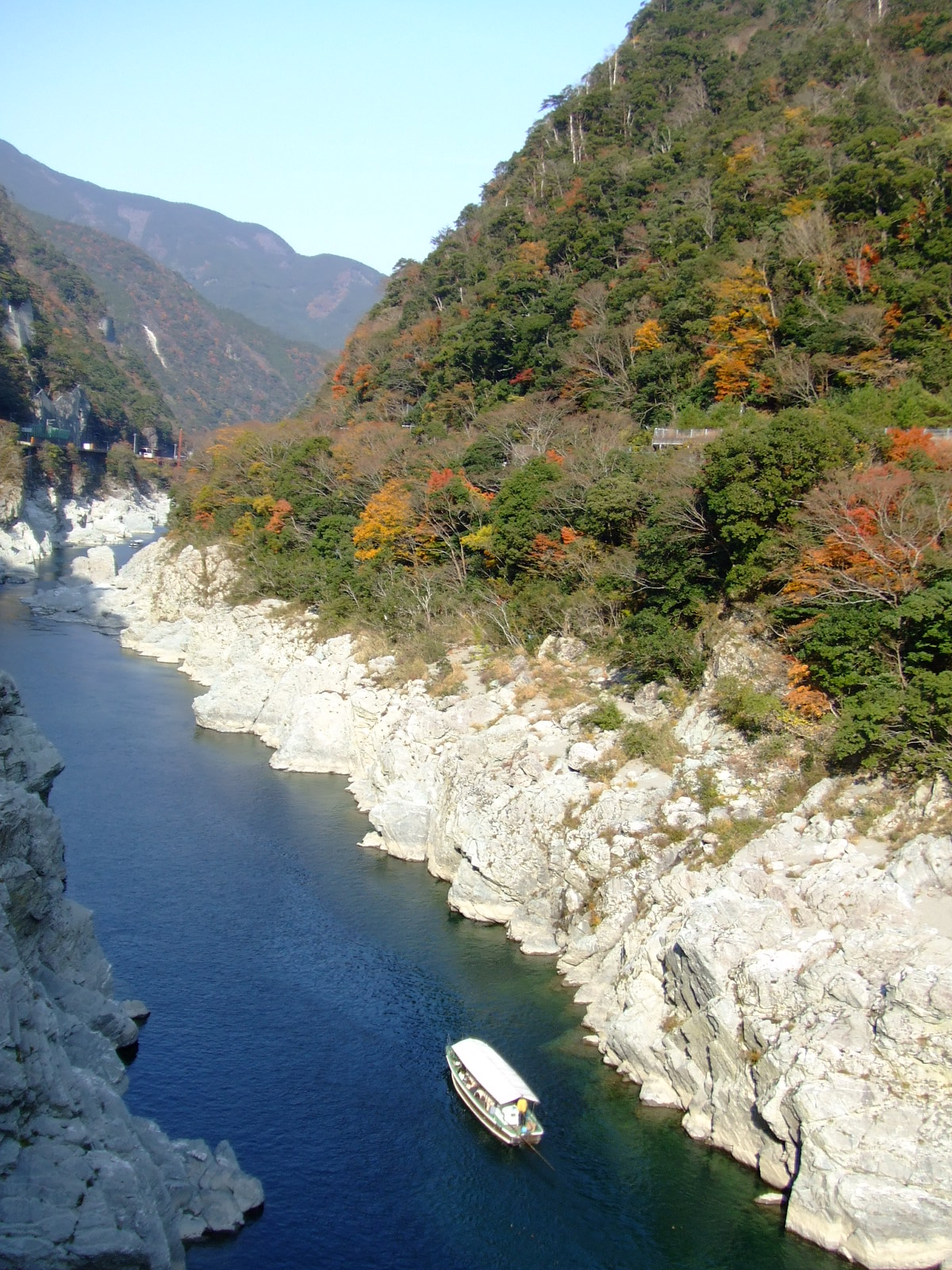
大歩危

### 水面の反射
海の青色は水の伸縮振動に起因する可視光線の吸収に加え、空の色の反射も関連している。これは空の光の海水面における反射、および海水中に入射した光が微粒子により散乱され、途中で水による吸収を受けた後、空中に脱出した透過光との合成による色が海の青色として出現している。水面における反射率は入射方向が水平に近づくほど高くなり、より空の色が反映される。夕焼けが反射すれば、海面はオレンジ色に染まる。

### 水中の微粒子による散乱
また、水中に微粒子が多量に存在すると水中に入射した光の散乱が増大し、より浅い場所で光が反射されて光路長も短くなり、入射光の水による吸収が加われば乳濁した水色を呈する。北海道美瑛町の青い池では、白色の水酸化アルミニウムなどの微粒子が光を散乱して水の吸収による青色の透過光が加わり、セルリアンブルーを呈している。一方、微粒子が少なく散乱のあまり起こらない黒潮は、入射した光がより長い光路長を持つために吸収が強くなり、深い青色を呈する。青色の濃さは海底や川底の反射も関係し、光路長、すなわち深さに密接に関連する。川の水も、透明度が高い場合は深さによりエメラルドグリーンから青色を呈するようになる。
泥の微粒子が存在すると、入射光の水による吸収の青色に泥の黄色味が加わり水は緑色を呈するようになり、さらに泥の粒子が増大すると光路長が短いうちに反射されて青色はほとんど現れず、いわゆる泥水として泥の色に染まるようになる。